# RANK
El receptor activador del factor nuclear κ B, conocido por RANK (Receptor Activator of Nuclear Factor κ B), es una proteína de membrana de tipo I expresada en la superficie de los osteoclastos, así como de las células dendríticas.
Su ligando, RANKL, se encuentra en la superficie de osteoblastos y células del estroma. También se expresa en la superficie y es secretado por un fenotipo de linfocito T que es el Th17.

## Interacciones
Se ha demostrado que RANK interacciona con TRAF6, TRAF5, TRAF1 TRAF2 y TRAF3.